# Giles, Giles & Fripp
Giles Giles & Fripp bestod av bröderna Giles, Robert Fripp, samt en stor mängd andra musiker som hjälpte till vid behov.
Deras första och enda album The Cheerful Insanity of Giles, Giles & Fripp blev inte den försäljningsframgång som skivbolaget Decca hade hoppats på. (Decca trodde att bandet skulle bli det nya The Beatles, vilket de aldrig blev.)
Därmed splittrades bandet efter några få verksamma och inte speciellt fruktsamma år. Resultatet av Deccas hårda marknadsföring av bandet blev blygsamma 25 exemplar sålda över hela världen, och en stor förlust för bolaget.
Detta till trots är detta album upplyftande lyssning, liksom de demoinspelningar av förvånansvärt bra kvalitet som postumt släppts av Fripp är.
Musiken beskrivs bäst som en blandning mellan 1960-talsrock uppblandat med 1930–1950-tals populärmusik / vokaljazz. Texterna är genomgående humoristiska och intellektuellt betonade drifter med tidens strömningar och vad som var på modet just då. 
Är man King Crimson-fantast kan Giles, Giles & Fripp lätt bli en besvikelse då de har mycket lite gemensamt med Crimson.

## Diskografi
Studioalbum
- The Cheerful Insanity of Giles, Giles & Fripp (1968)
- The Brondesbury Tapes (1968) (2001)

Samlingsalbum
- Metaphormosis (2001)

Singlar
- "Thursday Morning" / "Elephant Song" (1968)
- "One In A Million" / "Newly Weds" (1968)